# Chlorhoda viridis
Chlorhoda viridis là một loài bướm đêm thuộc phân họ Arctiinae, họ Erebidae.